# 切薩皮克 (密蘇里州)
切薩皮克（英語：Chesapeake）是位於美國密蘇里州勞倫斯縣的普查規定居民點。

## 歷史
切薩皮克的郵局於1850年設立，其後於1914年停運。

## 人口
根據2020年美國人口普查的數據，切薩皮克的面積為1.16平方千米，皆為陸地。當地共有人口48人，而人口密度為每平方千米41.38人。